# Ducor Hotel
Koordinaten: 6° 19′ 13″ N, 10° 48′ 47″ W

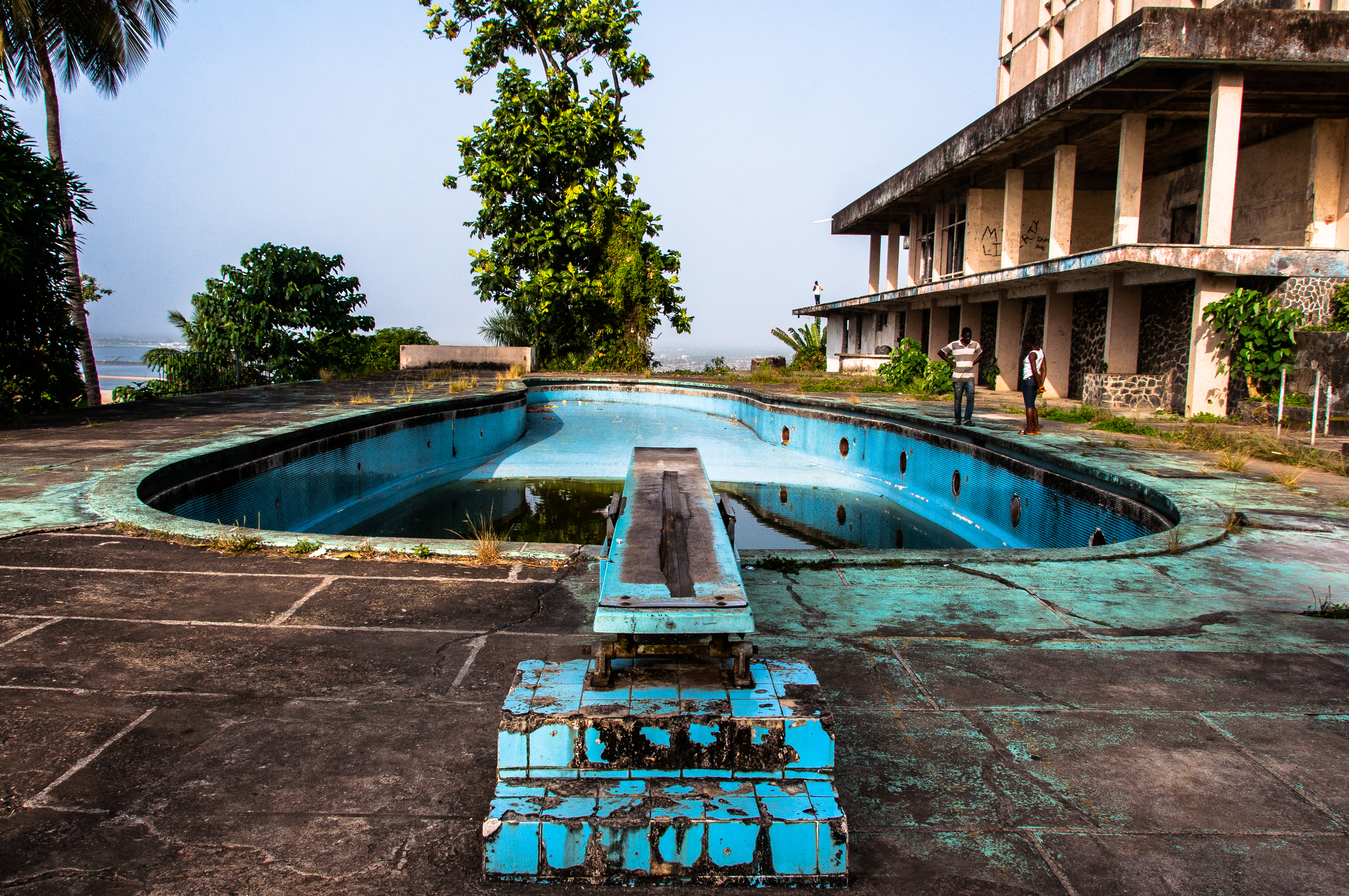
Pool

Das Ducor Hotel ist ein ehemaliges, zur InterContinental Hotels Group gehörendes Hotel in der liberianischen Hauptstadt Monrovia.
Das auf dem Ducor Hill errichtete Luxushotel wurde vom israelischen Baukonzern Mayer Brothers seit 1960 errichtet und 1967 in Dienst gestellt. Es galt als eines der vornehmsten Hotels Westafrikas und war Austragungsort zahlreicher Konferenzen.
Das architektonisch an europäischen Hotels der 1960er Jahre orientierte Gebäude verfügte über etwa 300 Räume, die einen unverbauten Blick auf die Atlantikküste und den Hafen von Monrovia hatten.
Während des Bürgerkrieges wurde das Hotel für Besucher geschlossen. Zeitweise hielt sich ein Teil des Regierungsapparates der Interimsregierung in den Räumen auf. Im Dezember 1989 folgte die endgültige Schließung. Trotz Bewachung wurde der Gebäudekomplex mehrfach von Plünderern überfallen, teilweise in Brand gesteckt und ist heute eine Ruine.
Eine Sanierung wurde vom libyschen Staat angeboten und mit 55 Millionen US-Dollar veranschlagt.